# اف‌اف‌امپگ
اف‌اف‌امپگ یک نرم‌افزار آزاد است که کتابخانه‌ها و برنامه‌هایی را برای برخورد با داده‌های چندرسانه‌ای فراهم می‌کند.